# Zilog eZ80

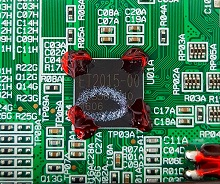
Um microprocessador eZ80 incorporado em uma calculadora gráfica Ti-84 Plus CE.

O Zilog eZ80 é um microprocessador de 8 bits, basicamente uma versão atualizada da antiga UCP Z80.

## Características
O eZ80 (como o Z380) é binariamente compatível com o Z80 e Z180, mas é quase quatro vezes mais rápido do que um antigo chip Z80 de mesma frequência. Disponível em até 50 MHz (2005), a frequência da UCP é comparável a de um Z80 acelerado até 150 MHz se memória de acesso rápido for usada (isto é, sem wait states e buscando opcodes, e o equivalente a 200 MHz para dados). O eZ80 também suporta endereçamento direto de 16 MiB de memória sem uma MMU, estendendo a maioria dos registradores (HL, BC, DE, IX, IY, PC, e SP) de 16 para 24 bits.
O chip possui uma interface de memória semelhante à família Z80, incluindo os terminais de requisição/reconhecimento do barramento, e acrescenta quatro chips de seleção integrados. Versões estão disponíveis em memória flash on-chip e SRAM on-chip de zero wait states (até 256 KiB Flash e 16 KiB SRAM). O eZ80 suporta uma pilha TCP/IP e SO baseado em Xinu, bem como um núcleo de tempo real.

## eZ80Acclaim!
É uma família de ASSPs que apresenta até 128 KiB de memória flash, até 8 KiB de SRAM e pode operar com frequências de até 20 MHz.

## eZ80AcclaimPlus!
É uma família de conectividade ASSP que apresenta até 256 KiB de memória flash, 16 KiB de SRAM e pode operar em frequências de até 50 MHz. Possui MAC Ethernet 10/100BaseT integrado e pilha TCP/IP sobre uma linha eZ80Acclaim!.